# جذابیت مرگبار
جذابیت مرگبار (به انگلیسی: Fatal Attraction) فیلمی ۱۱۹ دقیقه‌ای به گونهٔ تریلر روانشناسانه به کارگردانی آدریان لین با بازی مایکل داگلاس، گلن کلوز و آن آرچر است که در سال ۱۹۸۷ منتشر شد. داستان فیلم در مورد روابط رو به خاموشی مردی متأهل با زنی است که پایان دادن به آن را نمی‌پذیرد.

## نقش‌ها
در حین فیلمبرداری صحنه‌های انتهایی فیلم، گلن کلوز در یکی از شات‌ها هنگام ضربه زدن به سرش در مقابل آینه دچار ضربه مغزی شد. پس او را به بیمارستان بردند؛ این درحالی بود که او چند هفته بود از دخترش باردار بود. همچنین کلوز گفت که به دلیل ماندن در آب وان به مدت چند ساعت و فرورفتن و ماندن زیر آب در دقایقی از فیلم، دچار عفونت چشم و گوش شده بود. و تا به امروز، تماشای پایان فیلم چقدر او را ناراحت می‌کند زیرا او ناخودآگاه دخترش را که هنوز متولد نشده بود را در معرض خطر جسمی قرار داد؛ البته گلن کلوز هنوز چاقویی را که در فیلم از آن در آشپزخانه خود استفاده کرد را دارد و اظهار داشت: "این چاقو زیبا است، از چوب و کاغذ ساخته شده‌است. این یک اثر هنری است"!
همچنین وی ادعا کرد سال‌ها پس از فیلم از وی دعوت می‌شد تا در سمینارهای روان‌شناسی صحبت کند. و راجع به مایکل داگلاس می‌توان گفت که او همزمان با این فیلم در حال کار روی فیلم وال استریت محصول سال ۱۹۸۷ بود. همچنین دربارهٔ نقش‌های جایگزین، در ابتدا الیزابت شو برای نقشی که الکس در نظر گرفته شد اما این نقش را قبول نکرد زیرا او برای بازی در فیلم "Adventures in Babysitting" محصول سال ۱۹۸۷ قرارداد امضا کرده بود. همچنین سالی فیلد برای نقش الکس فارست در نظر گرفته شد، اما او بلافاصله این کار را رد کرد زیرا می‌ترسید طرفدارانش او را قبول نکند که نقش یک آنتاگونیست را بازی کند.

## رده‌بندی
عملکرد وحشتناک گلن کلوز در نقش الکس فارست در فهرست ۱۰۰ قهرمان و شرور سال، در جایگاه شماره ۷ قرار گرفت.

## باکس آفیس
جذابیت مرگبار پرفروش‌ترین فیلم سال ۱۹۸۷ در سراسر جهان با گیشه ۳۲۰٬۱۴۵٬۶۹۳ دلار و دومین فیلم پرفروش در ایالات متحده با گیشه ۱۵۶٬۶۴۵٬۶۹۳ بود. پرفروش‌ترین فیلم در آمریکا در آن سال سه مرد و یک نوزاد بود. که در گیشه آمریکا توانست ۱۶۷٬۷۸۰٫۹۶۰ دلار درآمد کسب کرد.

## پخش
در فیلم می‌بینیم که ظاهراً الکس از یک بیماری وسواسی رنج می‌برد که در واقع این بیماری با عنوان نشانگان دی جرج شناخته می‌شود که برخی از علائم وسواسی الکس در این بیماری شناسایی شده‌است.

## فیلمنامه
فیلمنامهٔ اولیه فیلم چیزی شبیه به یک فیلم ترسناک بود.

## دستاوردها
در میان «۱۰۰۱ فیلم که شما باید قبل از مرگ ببینید»، ویرایش شده توسط استیون اشنایدر.

## انتشار
در سال ۱۹۸۸، در زمان اکران این فیلم در کره جنوبی، فیلمسازان کره‌ای به عنوان اعتراض مارهایی را آزاد و به تهاجم فیلم‌های هالیوود به صنعت فیلم کره‌ای، نارنجک‌های دودی را به محل نمایش فیلم انداختند.

## گاف‌های فیلم
- وقتی دان در کلانتری قرار دارد، بازتاب میکروفون در پلاک روی قفسه در پشت ستوان قابل مشاهده است.
- وقتی دن با بث دربارهٔ مدرسه گمشده الن صحبت می‌کند، بث می‌گوید: "او تنها پنج سال سن دارد. چه چیزهایی را از دست می‌دهد، مثلثات؟"

در حالی که دن در همان روز شام را در خانه الکس می‌خورد، به الکس می‌گوید که او "دختری شش ساله دارد".
- روزنامه‌ای که در مورد مرگ استنلی فارست در فیلم نشان داده می‌شود، مربوط به سال ۱۹۵۹ بود. الکس می‌گفت که پدرش وقتی او ۷ ساله بوده فوت شده‌است؛ و او در یک شات دیگر از فیلم می‌گوید که اکنون ۳۶ سال سن دارد. با توجه به تاریخ بلیت‌های اپرا استفاده نشده، می‌بینیم که سال جاری، سال ۱۹۸۶ است، و طبعاً سال تولد او نیز باید سال ۱۹۵۰ باشد؛ بنابراین، او در سال ۱۹۵۹ باید ۹ سال داشته باشد، نه ۷ سال. همچنین طبق روایات فیلم، آقای فارست هنگام مرگ ۴۲ ساله داشت، اما عکس به نظر می‌رسد که مردی حدوداً ۶۰ ساله باشد.
- وقتی الکس پیراهن دن را باز کرد ما صدای دکمه‌های کنده شده از پیراهن را که بر زمین می‌افتند را می‌شنویم؛ و زمان رفتن وقتی دن پیراهن خود را می‌پوشد و دکمه‌های آن را می‌بندد، تمام دکمه‌ها بر روی پیراهن وجود دارند و کنده نشده‌اند.
- نوار ضبط شده‌ای که دن در اتاق مطالعه خود به آن گوش می‌دهد متفاوت از محتوای نواری ست که او در ماشین خود می‌شنود. صدای الکس متفاوت است، و صحبت‌های اضافی در گفتار شنیده می‌شود. همچنین، غیرممکن است که دان بتواند نوار را در کاست قرار دهد و به همان صداها از ابتدا گوش کند بدون اینکه ابتدا نوار را پیچانده و به عقب برگردانده باشد.
- در حالی که دن در اتاق مطالعه در اتاق زیر شیروانی در حال گوش دادن به نوار است، بث را می‌توان در انعکاس پنجره دید که در انتظار نشانه برای ورود به اتاق است.
- الکس بعد از عصبانی شدن از دن، مچ دستان خود را می‌برد. بعداً وقتی او برای دیدار با بث در مورد خرید آپارتمان دیدار می‌کند، یک ساعت مچی و یک دستبند در دست دارد؛ اما قبل از اینکه بث شماره تلفن خود را به الکس بدهد، دستبندها از مچ دست الکس به سمت ساعد او بالا می‌رود و می‌بینیم که مچ دست او بدون اثر هیچ زخمی صاف است.
- وقتی الکس در نیمه شب با دن تماس می‌گیرد، از جایی که در حال تماس است، می‌توانیم به وضوح ببینیم پشت پنجره الکس نور روز است، گرچه باید ساعت ۲ صبح باشد و هوای بیرون تاریک باشد.[۸]